# 덕동초등학교 덕도분교
덕동초등학교 덕도분교는 대한민국 전라남도 완도군 고금면 덕동리 산 101-3에 있었던 초등학교 분교이다.

## 연혁
- 일자미상 덕동국민학교 덕도분교 설립 인가
- 1959년 4월 1일 덕도분교장 개교
- 1973년 3월 1일 도서벽지학교 '을'급 지정
- 1986년 1월 1일 도서벽지학교 '나'급 조정
- 1996년 3월 1일 덕동초등학교 덕도분교 개편
- 1997년 3월 1일 폐교 및 고금초등학교 통폐합